# Karl Röhrig
Karl Röhrig (* 27. Februar 1886 in Eisfeld an der Werra; † 11. August 1972 in München) war ein deutscher Porzellangestalter, Modelleur und Bildhauer.

## Werdegang

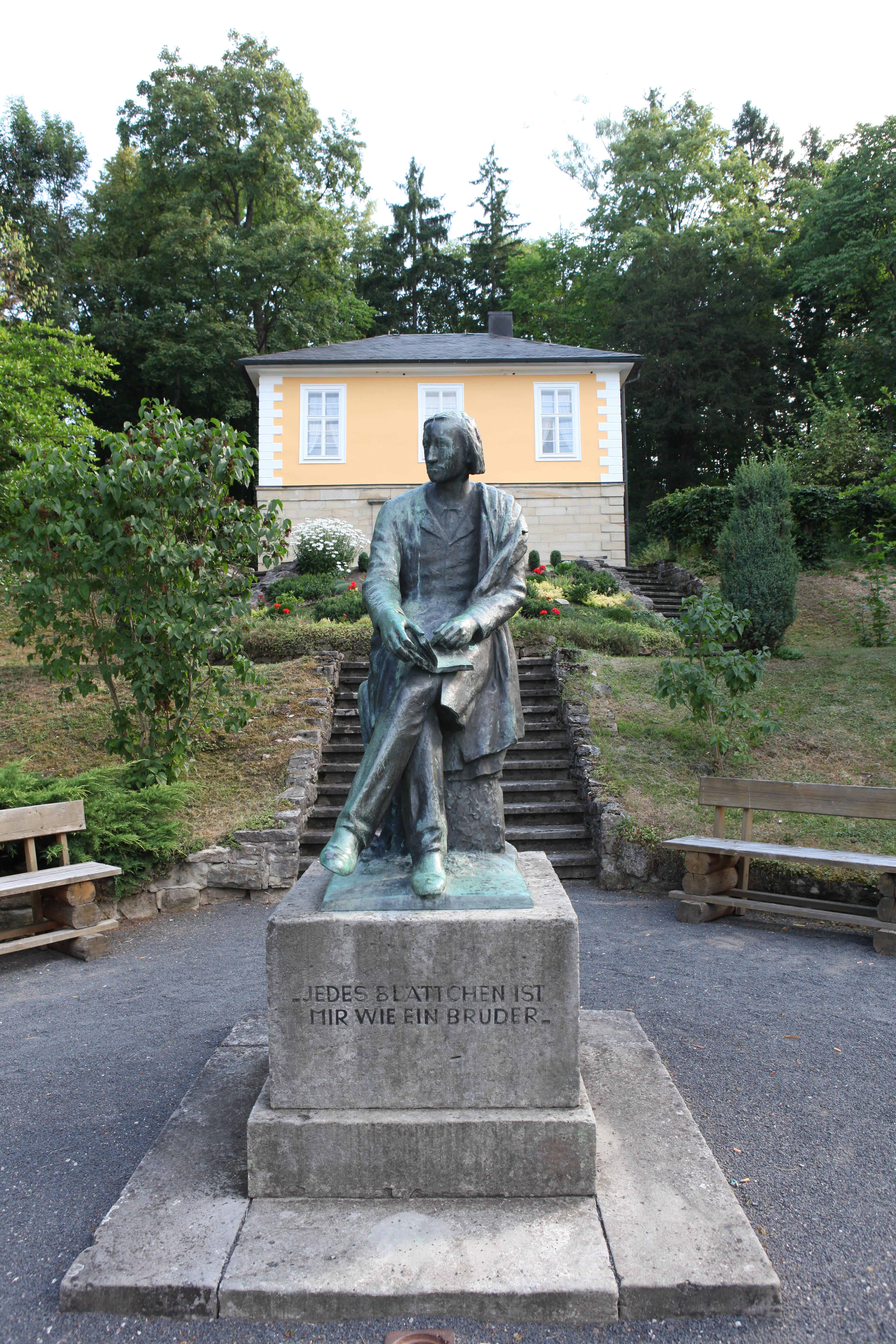
Bronzeplastik Otto Ludwig (1934)

Röhrig wurde als Sohn eines Weißgerbers und einer Gärtnerin geboren. In einem Eisfelder Porzellanbetrieb erlernte er den Beruf eines Modelleurs. Anschließend erhielt er am selben Ort eine Ausbildung an der Herzoglichen Zeichen- und Modellierschule. Dort lernte er den Porzellanmodelleur und Bildhauer August Göhring (* 1891 in Eisfeld; † 1965 in München) kennen, mit dem er anschließend die Industrieschule in Sonneberg besuchte. 1910 trennten sich die Wege. Göhring erstellte mit dem Direktor der Sonneberger Industrieschule, Professor Reinhard Möller, Monumentalskulpturen für die Weltausstellung in Brüssel, Röhrig zog nach Dresden, um „endlich gutes Porzellan zu sehen“, und studierte dort an der Königlich Sächsischen Kunstgewerbeschule, wo er auf Otto Dix und George Grosz traf. Bereits 1911 zog er nach München, besuchte dort die Königliche Kunstgewerbeschule und schrieb sich am 31. Oktober 1913 an der Königlichen Akademie der Bildenden Künste in der Bildhauerklasse von Erwin Kurz ein. Daneben fertigte er Formen von Tiermotiven für die Königliche Porzellan-Manufaktur Berlin. Sein Eisfelder Freund August Göhring begann zur selben Zeit ein Studium an der Münchner Kunstgewerbeschule und schrieb sich am 30. Oktober 1918 an der Akademie ein.

## Nach dem Ersten Weltkrieg
Von 1915 bis 1918 war Röhrig Soldat im Ersten Weltkrieg. Wie zahlreiche Künstler seiner Generation, darunter Grosz und Dix, führten die Kriegserlebnisse zu einer radikalen, antimilitaristischen und sozialistischen Haltung, die sich in zwei nun entstehenden Werken in symbolisch-expressiver Weise widerspiegelte. Die Medaille Der Krieg zeigt einen Koloss über einer Gruppe niedergedrückter Menschen, auf der Medaille Der Militarismus – 1918, erschlagen drei männliche Genien einen gepanzerten Riesen. Es folgten weitere sozialkritische, expressive Arbeiten. Ab 1922 setzte er sein Studium an der Akademie bei Hermann Hahn fort, das es 1926 beendete.
Ab Mitte der 1920er Jahre wandte sich Röhrig dem Verismus zu, „[…] der allerdings bei ihm nicht ganz die Schärfe Dix' erreichte […]“ Es entstanden seine Figurengruppen Alter Mann, Heiliger Sebastian und 1928 ein großformatiges Hauptwerk Stehender Mann. Neben seinem eigenen sozialkritischen, bildhauerischen Werk erarbeitete er Figuren und Gefäße für verschiedene Porzellanfabriken, unter anderem für Rosenthal und die Schwarzburger Werkstätten. Anfang der 1930er Jahre versuchte Röhrig, nach dem Brand des Münchner Glaspalastes, die nun ihrer Ausstellungsmöglichkeit beraubte Gruppe der „juryfreien“ Künstler zu sammeln, was sich durch die Machtergreifung der Nationalsozialisten 1933 zerschlug. 
In der Zeit des Nationalsozialismus war Röhrig obligatorisches Mitglied der Reichskammer der bildenden Künste. Seine Teilnahme an sieben Ausstellungen ist belegt, bis er 1943 aus der Kammer ausgeschlossen wurde und damit Arbeitsverbot erhielt, während Tierfiguren seines Kollegen Göhring 1942 und 1943 auf der nationalsozialistischen Großen Deutschen Kunstausstellung gezeigt wurden. 
Von 1944 bis 1945 wurde der 58-jährige Röhrig zum Kriegsdienst eingezogen.

## Nach 1945
Röhrigs Atelier und Wohnung wurden bei einem Bombenangriff zerstört. An Weihnachten 1945 kehrte der Künstler aus der Kriegsgefangenschaft nach München zurück. Röhrig, der seine wichtigsten Werke zwischen 1928 und 1945 geschaffen hatte, konnte mit seinen sozialkritischen, gegenständlichen Holzskulpturen in dem von abstrakter Kunst geprägten Kunstgeschehen im Nachkriegsdeutschland nicht mehr Fuß fassen. 1953 war er an einer Ausstellung des Münchner „Schutzverbands Bildender Künstler“ beteiligt. 1958 erhielt er vom Deutschen Gewerkschaftsbund den einzigen größeren öffentlichen Auftrag nach dem Krieg: zwei mächtige Steinreliefs Arbeiter des Geistes und Arbeiter der Hand mit der Wiedergabe von Werktätigen am Hauptportal des Münchener Gewerkschaftshauses.
Die Neue Münchner Galerie von Richard Hiepe widmete ihm 1972 eine Ausstellung „Plastik und Handskizzen von 1920 bis zur Gegenwart“, im selben Jahr erhielt Röhrig den Schwabinger Kunstpreis. 1982 fand im Münchner Stadtmuseum die bis dahin einzige Museumsausstellung statt. 1986 organisierte der Kunstsammler Joseph Hierling, der im Laufe der Zeit fünfundzwanzig Röhrig-Skulpturen zusammengetragen hatte, im Pavillon des Botanischen Gartens in München eine Ausstellung mit Arbeiten des Künstlers. 2011 zeigte die Kunsthalle Schweinfurt die Ausstellung „Kleine Leute – Karl Röhrig (1886–1972) und die Avantgarde der Skulptur in Deutschland von Barlach bis Voll“, die anschließend 2012 im Von der Heydt-Museum in Wuppertal zu sehen war. Beide Ausstellungen basierten ebenfalls auf der Sammlung Hierling.